# De Volharding (Nijkerk)

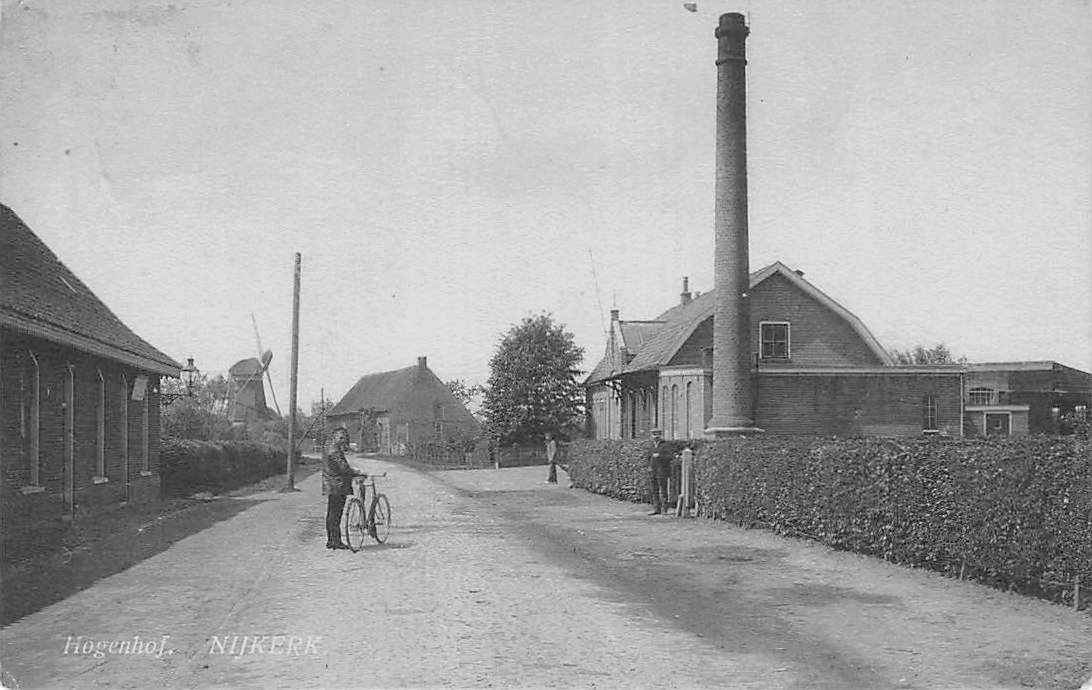
"De Volharding" in 1916

De Volharding is een coöperatieve zuivelfabriek aan de Hogenhof in Nijkerk. 
De fabriek werd in 1918 opgericht als de Coöperatieve Fabriek van Melkproducten 'De Volharding'. Twee jaar later werd gestart met het produceren van consumptiemelk. In de jaren daarna werden ook steriele producten gemaakt als ijs, melk en babyvoeding. Plannen van het bedrijf om de vestiging aan de Hogenhof uit te breiden bleken vanwege de te verwachten overlast door het vrachtverkeer niet haalbaar. Na de bouw van een grotere fabriek op het industrieterrein van Nijkerk werd de oude fabriek in 1985 gesloopt. 

## Overnames
De Volnij (Volharding-Nijkerk) was in de zeventiger jaren een van de eerste melkfabrieken die gesteriliseerde melk verkocht in kunststof flessen. In de jaren daarna zouden in Nederland steeds meer en grotere coöperaties ontstaan. In 1981 werd de Volnij overgenomen door Coberco. De naam Coberco is samengesteld uit COöperatieve Melkverkoopcentrale Gelderland Overijssel uit Zutphen, BERkelstroom en Coöperatieve COndensfabriek Gelderland Overijssel" uit Lochem en Coöperatieve COndensfabriek Gelderland Overijssel" uit Deventer.
In 2000 fuseerden de grootste Deense en Zweedse zuivelcoöperaties tot het internationale Arla Foods. In 2009 werd de melkfabriek onder de inmiddels gewijzigde naam Nijkerk Dairy opgekocht door Arla Foods. Met de fabriek werden ook merken als Breaker, Milk & Fruit en Melkunie overgenomen.
In 2014 fuseerde Arla Foods met de Belgische zuivelcoöperatie EGM Walhorn. 